# Raphionacme borenensis
Raphionacme borenensis är en oleanderväxtart som beskrevs av H.J.T. Venter och M.G. Gilbert. Raphionacme borenensis ingår i släktet Raphionacme och familjen oleanderväxter. Inga underarter finns listade i Catalogue of Life.